# Rallo

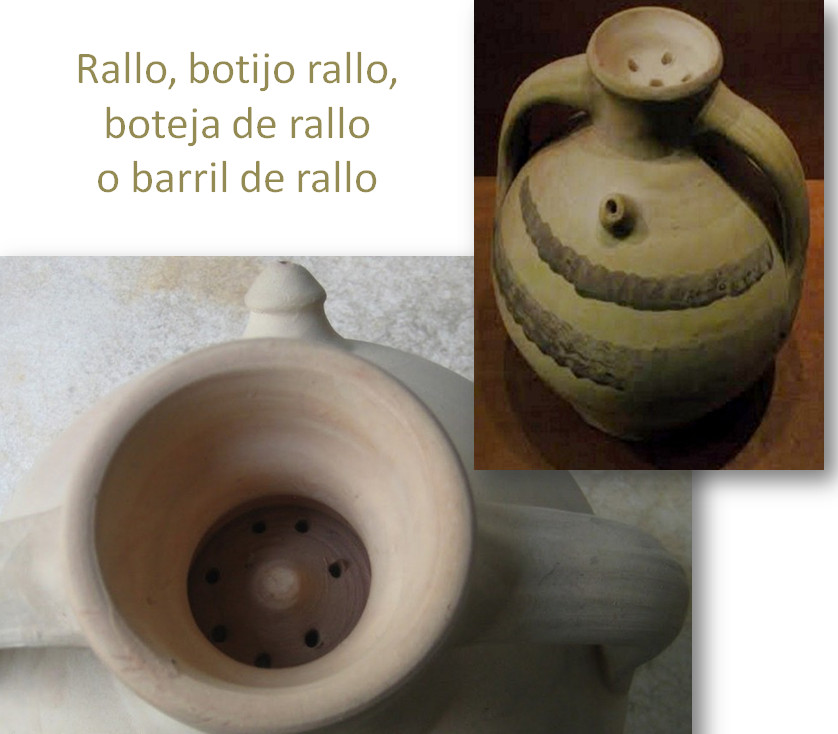
Botijo rallo sin vedrío. Ejemplares de Calanda a la derecha, y de Magallón (detalle del emboque).

El rallo o rajo es una pieza de cantarería española o tipo especial de botijo con dos asas enfrentadas, breve pitorro lateral y, en su parte superior, una boca ancha con pequeños agujeros, que le caracteriza. Su etimología parece partir de 'rallador' (del latín «rallum», derivado de «radere»). Es una pieza de la alfarería de agua tradicional de Aragón y Navarra, y en algunas zonas se asocia con otras vasijas como las cantarillas de pitorro, algunas botejas y, por su porte y estructura, con la cántara valenciana de Traiguera o el cantaret de galet.

## Tipología
La pieza tradicional era de alfarería de basto sin vedrío, con apenas unas líneas o motivos decorativos en manganeso muy esquemáticos y más raramente un adorno esgrafiado o alguna incisión. Sin embargo, desde finales del siglo XX pueden verse rallos de regalo, vidriados en su totalidad y pintados con diversos diseños esmaltados.
Álvaro Zamora, en su estudio sobre la alfarería aragonesa, distingue hasta seis tipos de vasijas con rallo o filtro agujereado en la tapa o boca:
1. Barral de mont, de Fraga;
2. boteja de ramo y pié, de Tamarite;
3. rallo de cordón, de Magallón;[10]
4. rallo, de Fuentes de Ebro;
5. rallo, de Uncastillo;
6. rallo, de Huesa del Común;

También fueron vasija tradicional en otros alfares aragoneses y navarros como los de Albelda, Calanda, Tafalla o Ujué.